# 伊朝棟
伊朝栋（1729年—1807年），初名恒瓒（恒缵），字用侯，号云林，福建宁化县人。清朝政治人物，进士出身。

## 生平
乾隆三十四年（1769年）己丑科进士，官至光禄寺卿。侍值南书房时，乾隆帝赐砚一方。著《赐砚斋诗钞》（嘉慶十二年其子伊秉綬揚州郡齋刻）、《南窗丛记》。
工书法，晚年右臂病殘，以左手作书，有《左手写经图》。

## 家庭
- 子进士书法家伊秉绶。